# Zisterzienserinnenkloster Barria

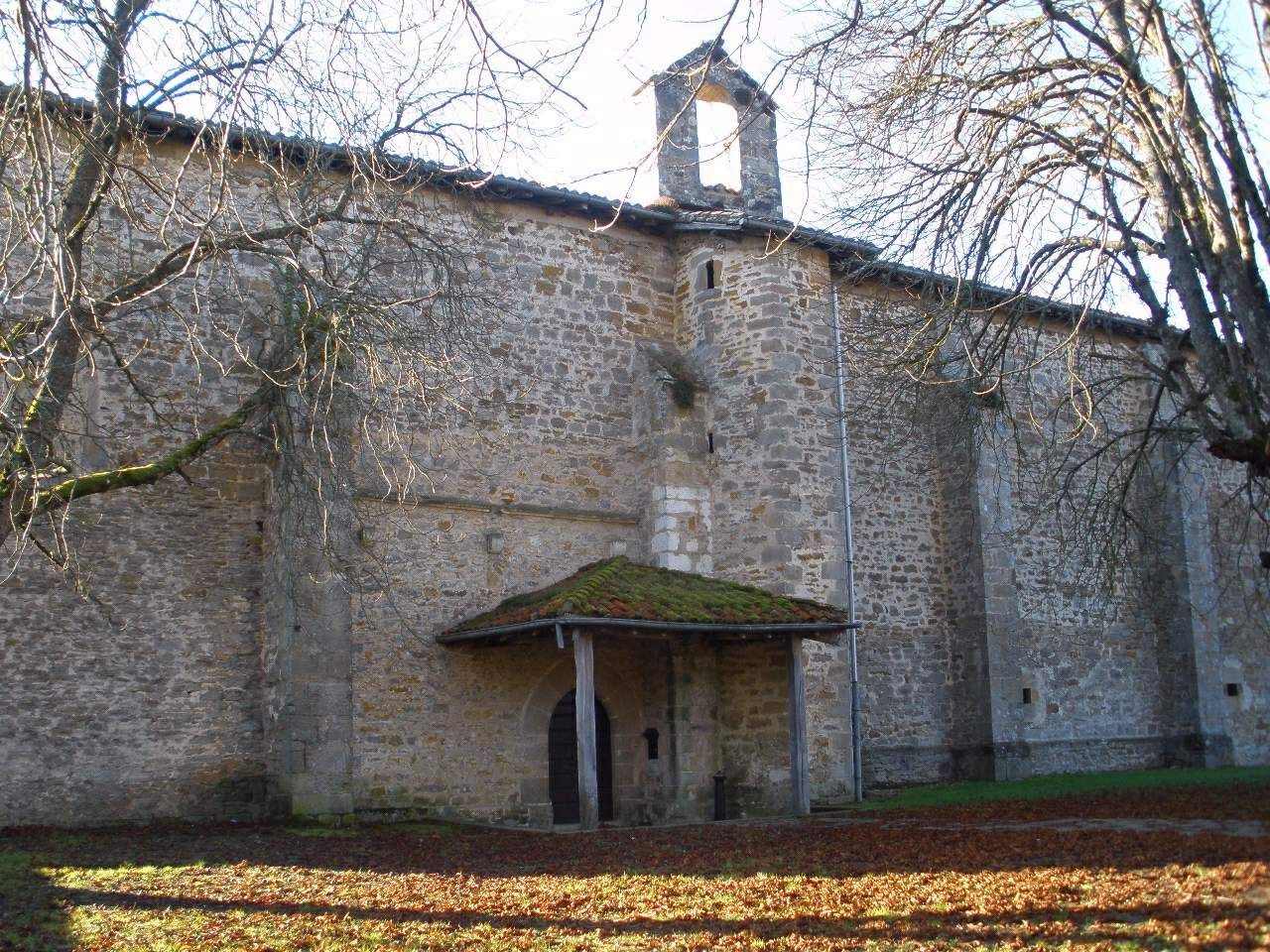
Kloster Santa María de Barria

Das Zisterzienserinnenkloster Barria war von 1235 bis 2012 ein Kloster der Zisterzienserinnen zuerst in San Millán, Provinz Álava, ab 1973 in Oyón, im Baskenland in Spanien.

## Geschichte
Das Kloster Santa María de Barria im Weiler Barria, Dorf Narvaja, Gemeinde San Millán, Provinz Álava (25 km nordöstlich Vitoria-Gasteiz), das seit 1053 bestand, wurde 1235 Zisterzienserinnenkloster. 1973 wechselte der Konvent unter Beibehaltung des Namens nach Oyón wenige Kilometer nördlich Logroño, doch sank die Zahl der Nonnen unter eine kritische Grenze, so dass die verbleibenden Schwestern 2012 den Ort aufgaben und sich dem Kloster Lazkao anschlossen. Das ehemalige Klostergebäude in Barria ist heute Jugendherberge. Die Baulichkeiten in Oyón werden anderweitig genutzt.